# 詹庚西
詹庚西（1941年7月—2025年6月13日），男，河南开封人。中华人民共和国画家，原中国画研究院一级美术师，中国美术家协会会员。

## 生平
1958年，考入中央美术学院中国画系，师从叶浅予、李可染、李苦禅、田世光、郭味蕖等老师。1963年毕业后，在贵州大学艺术系任教。1976年，任河南省教育厅美术编辑。1979年，考入中央美术学院中国画系花鸟研究生班，成为李苦禅、田世光的研究生。1981年毕业后，在国防科工委政治部文艺创作室担任创作员，兼任中国神剑文学艺术学会美术部副部长。后调入中国画研究院（‌2006年改称中国国家画院）从事中国画专业创作，曾任创研部办公室主任，培养了杨秀泽、李魁正等学生。
1984年，为中南海接风厅作《前程似锦》。1994年，设计中美联合发行邮票《鹤》。1996年，为国家主席江泽民作《迎风招展》贺年卡。曾为人民大会堂会议厅作《英雄图》，为人民大会堂宁夏厅作《塞上江南》。2017年中国共产党与世界政党高层对话会期间，参与人民大会堂东大厅《构建人类命运共同体、建设美好世界》国画作品的创作，负责绘制玫瑰部分。
2025年6月13日22时12分在北京逝世。